# Spurlos (1993)
Spurlos (The Vanishing) ist ein US-amerikanischer Thriller des niederländischen Regisseurs George Sluizer aus dem Jahr 1993. Die Hauptrollen spielten Jeff Bridges und Kiefer Sutherland.
Der Film ist eine Neuverfilmung von Sluizers Thriller Spurlos verschwunden aus dem Jahr 1988, der auf dem Roman Spurlos (Het Gouden Ei) von Tim Krabbé aus dem Jahr 1984 basiert.

## Handlung
Der Familienvater Barney beschäftigt sich in einer Hütte im Nordwesten Amerikas mit der Perfektionierung von Entführungsmethoden.
Das Paar Jeff und Diane ist gemeinsam unterwegs. Nach einem Streit halten die beiden an einer Raststätte, in der Diane etwas einkaufen will, jedoch nicht mehr auftaucht. Die Polizei kann den Fall nicht aufklären, sodass Jeff jahrelang allein weiterforscht.
Drei Jahre später lernt er Rita kennen, die seine neue Freundin wird. Trotzdem ist er weiterhin auf der Suche nach Diane.  Ein Verleger schlägt ihm vor, ein Buch über ihr Verschwinden zu schreiben. Um Rita nicht zu verärgern, versteckt er sein Projekt. Eines Tages sieht Rita heimlich seinen Buchentwurf und stellt fest, dass es in Wirklichkeit immer noch um Dianes Verschwinden geht. Rita konfrontiert Jeff wütend, woraufhin er seine Suche einstellt.
Jeff erhält den Brief eines Chemielehrers namens Barney, der angibt, seine Fragen über das Verschwinden von Diane beantworten zu können. Rita hält diesen Brief für ein Spiel, doch Jeff möchte die Sache nicht vergessen. Daraufhin entbrennt ein Streit und Rita macht mit Jeff Schluss. Barney erscheint an seiner Tür und gesteht, dass er für Dianes Verschwinden verantwortlich ist. Jeff verprügelt ihn, doch Barney erklärt ihm, dass er die Antworten auf seine Fragen nur dann erhält, wenn er bereit ist, dasselbe zu durchleben wie einst Diane. Jeff steigt mit Barney in dessen Auto. Auf der Autofahrt offenbart Barney seine Beweggründe: Als Kind sprang er von einem Dach, Jahre später rettete er ein Mädchen vor dem Ertrinken. Diese Erfahrung führte zu einer Erleuchtung: Wenn es die Fähigkeit zum großen Guten gibt, könnte dann auch die Fähigkeit zum großen Bösen existieren? Die Entführung von Diane war ein Versuch, diese Hypothese zu beantworten.
Rückblende: Als Diane an der Tankstelle Getränke kauft, bewundert sie ein Armband, das Barney trägt. Barney behauptet, er verkaufe solche Armbänder und lädt sie ein, in sein Auto zu kommen, um eines zu kaufen. Im Auto betäubt Barney sie mit Chloroform und entführt sie.
Zurück in der Gegenwart: Barnie bringt Jeff zur Tankstelle, an der Diane verschwunden ist. Er sagt ihm, er solle eine Tasse Kaffee mit Rauschmittel trinken, um ihr Schicksal zu erfahren, indem er es selbst erlebt. Er trinkt den Kaffee, wacht auf und stellt fest, dass er lebendig in einem Sarg begraben wurde.
Rita ruft zu Hause an und hört den Anrufbeantworter, der zufällig Barneys Stimme enthält, als er Jeff das erste Mal konfrontierte. Als sie erkennt, dass Jeff in Gefahr ist, stellt sie ebenfalls Nachforschungen an und macht Barney in dessen Hütte ausfindig. Dort wird sie von Barney überrascht und überwältigt. Er offeriert ihr dasselbe Angebot, dass er bereits Jeff gemacht hat. Sie kann ihn außer Gefecht setzen und macht sich auf die Suche nach Jeff, den sie unter einem frischen Erdhügel ausgräbt.
Jeff klettert aus dem Grab, die beiden werden jedoch von Barney überrascht. Jeff tötet Barney mit der Schaufel und sieht ein weiteres Grab. Er akzeptiert Dianes Tod und kommt mit Rita wieder zusammen. Die beiden verkaufen die Geschichte als Roman an einen Verlag.

## Synchronfassung
Die Synchronfassung entstand bei der MagmaSynchron, Berlin nach einem Dialogbuch von Joachim Kunzendorf sowie unter seiner Dialogregie.
| Rolle          | Darsteller        | Synchronstimme    |
| -------------- | ----------------- | ----------------- |
| Jeff Harriman  | Kiefer Sutherland | Tobias Meister    |
| Rita Baker     | Nancy Travis      | Anke Reitzenstein |
| Barney Cousins | Jeff Bridges      | Randolf Kronberg  |
| Ms. Carmichael | Lynn Hamilton     | Andrea Brix       |
| Diane Shaver   | Sandra Bullock    | Maud Ackermann    |
| Helene Cousins | Lisa Eichhorn     | Marianne Groß     |

## Kritiken
James Berardinelli schrieb auf ReelViews, die Neuverfilmung sei im Vergleich zum Original „minderwertig“ („inferior product“) und eine „komplette Enttäuschung“ („complete disappointment“). Er lobte zwar den „komplexen“ Charakter von Barney, aber kritisierte stark den Charakter von Rita sowie zahlreiche Szenen des Films.
Roger Ebert verglich den Film in der Chicago Sun-Times mit dem Original. Während er das Original als Meisterwerk bezeichnete, nannte er die Neuverfilmung „lachhaft, dumm und geschmacklos“.

„Gleichzeitig vertraut mit Täter, Opfer und Verfolger, entwickelt sich für den Zuschauer eine Geschichte, in der (bis auf den unangemessen drastischen Schluß) die psychologische Spannung im Vordergrund steht. Geschickt inszeniert und gut gespielt, ist der Thriller insgesamt interessanter als der Durchschnitt des Genres.“

## Auszeichnungen
Jeff Bridges und der Film als Bester Horrorfilm wurden im Jahr 1994 für den Saturn Award nominiert.